# Vop'
Il Vop' (in russo Вопь?) è un fiume della Russia europea occidentale (oblast' di Smolensk), affluente di destra del Dnepr.
Ha origine dalle paludi delle alture di Smolensk, nel distretto Cholm-Žirkovskij; scorre con direzione meridionale in una regione piuttosto pianeggiante, a volte paludosa, sfociando poi nell'alto corso del Dnepr nel distretto Kardymovskij.
Il maggiore centro urbano toccato nel suo corso è la città di Jarcevo, nel basso corso del fiume. Il Vop' è ghiacciato, in media, da dicembre ai primi di aprile.